# Уилсон, Дэвид (футболист, 1969)
Дэ́вид Грэм Уи́лсон (англ. David Graham Wilson; 20 марта 1969) — английский футболист и футбольный тренер. Выступал за английские клубы «Манчестер Юнайтед», «Линкольн Сити», «Чарльтон Атлетик» и «Бристоль Роверс», финские РоПС, «Хака» и ХИК, шведские «Юнгшиле» и «Россерёд». Был главным тренером шведских клубов «Юнгшиле» и «Сундсвалль». Впоследствии работал скаутом в «Челси».

## Футбольная карьера
Уроженец Бернли (графство Ланкашир), в мае 1985 года Уилсон присоединился к футбольной академии «Манчестер Юнайтед» в качестве любителя, а в марте 1987 года, когда ему исполнилось 18 лет, подписал профессиональный контракт. В основном составе «Юнайтед» дебютировал 23 ноября 1988 года в матче Первого дивизиона против «Шеффилд Уэнсдей» на стадионе «Олд Траффорд», выйдя на замену Клейтону Блэкмору. Всего в сезоне 1988/89 провёл за команду 6 матчей (4 в чемпионате и 2 в Кубке Англии). В дальнейшем играл за резервную команду «Юнайтед». В октябре 1990 года отправился в месячную аренду в «Линкольн Сити», в марте 1991 года — в аренду в «Чарльтон Атлетик». Летом 1991 года покинул «Манчестер Юнайтед» в качестве свободного агента.
30 июня 1991 года стал игроком клуба «Бристоль Роверс». Провёл в клубе два сезона, сыграв 11 матчей в лиге.
В 1993 году перешёл в финский клуб РоПС, за который сыграл 22 матча в чемпионате. В следующем году стал игроком шведского клуба «Юнгшиле», за который выступал до конца 1998 года. Затем играл за финский клуб «Хака», в составе которого дважды становился чемпионом Финляндии, и за клуб ХИК, в составе которого также стал чемпионом Финляндии.
В 2003 году вернулся в Швецию, где стал играющим тренером клуба «Юнгшиле». В 2005 году покинул команду, в том же году играл за «Россерёд», где и завершил карьеру игрока.
В 2006 году возглавил клуб «Сундсвалль». Затем вернулся в «Юнгшиле» в качестве главного тренера. В 2007 году занял второе место в Суперэттан, что давало право сыграть в Аллсвенскан (высшем дивизионе шведского чемпионата) в следующем сезоне. Однако в ноябре 2008 года, после поражения «Юнгшиле» в стыковых матчах против «Броммапойкарны» и выбывания клуба в Суперэттан, Уилсон покинул команду.

## Достижения
«Хака»
- Чемпион Финляндии (2): 1999, 2000

ХИК
- Чемпион Финляндии: 2002